# Phytodietus pleuralis
Phytodietus pleuralis är en stekelart som beskrevs av Cresson 1865. Phytodietus pleuralis ingår i släktet Phytodietus och familjen brokparasitsteklar. Inga underarter finns listade i Catalogue of Life.